# Neofito III di Costantinopoli
Neofito III (in greco Νεόφυτος Γ΄?; ... – Monastero di Nea Moni, ...; fl. XVII secolo) è stato un arcivescovo ortodosso greco, patriarca ecumenico di Costantinopoli.
Probabilmente era originario dell'isola di Chio. Fu metropolita di Heraklion e verso la metà del 1636 fu eletto patriarca ecumenico di Costantinopoli, succedendo a Cirillo II. Il 5 marzo 1637, si dimise dal trono poiché non era in grado di trovare un modo di pagare gli enormi debiti del patriarcato (sono riportati 100.000 debiti lordi verso turchi, occidentali, armeni ed ebrei). 
Dopo le dimissioni si ritirò nel Monastero di Chio, dove morì in una data non precisata.